# 尾崎匠海
尾崎 匠海（おざき たくみ、1999年6月14日 - ）は、日本のアイドル、俳優。男性アイドルグループ・INIのメンバー。大阪府 枚方市出身。LAPONEエンタテインメント所属。

## 来歴

### Kansai Boys Project
2016年4月から関西を拠点に活動するボーイズエンターテインメントグループ「kansai Boys Project」のメンバーとして活動。同年10月、エイベックス・マネジメント主催のオーディション「BOYS & GIRLS Dance Vocal Audition 2016」に参加し、ファイナリストに選ばれる。2017年4月20日をもって「kansai Boys Project」を卒業。

#### AMERE専属モデル
2016年6月からアメリカ村のファッション誌AMEREの専属モデルとしてモデル活動も行う。
同じオーディションでは、林龍太も専属モデルとして合格している。
音楽活動に専念するため卒業。

### α-X's
2017年4月にエイベックス・マネジメント所属の育成ユニット「α-X's（アクロス）」に加入。Bチームに所属し、メインボーカルを務める。AAAの全国ツアーなどに帯同し、会場周辺で路上ライブを行っていた。2018年2月から3月まで、舞台「『熱海殺人事件』CROSS OVER 45」に大山金太郎役として出演。同年3月31日、グループの活動終了に伴い「α-X's」を卒業。

### Jump up Joy
2018年7月3日、α-X's出身メンバーから構成されたダンス＆ボーカルユニット「Jump up Joy」を結成。「紀乃村匠見」名義で活動する。グループではリーダーを務め、作詞・作曲なども担当した。数多くの舞台に出演し、俳優としても活動。また、YouTubeチャンネル「じゃんぷあっぷじょい〜Jump up Joy〜」でYouTuberとしても精力的に活動した。2019年12月には、AbemaTVで放送された恋愛リアリティーショー『私の年下王子さま Winter Lovers シーズン2』に出演。
グループ結成後、事務所無所属で活動していたが、2020年1月7日にGROVEとの専属契約を発表。同年6月30日、グループの解散に伴い「Jump up Joy」としての活動を終了した。

### INI
2021年、GYAO!（TBS系列）で放送・配信されたサバイバルオーディション番組『PRODUCE 101 JAPAN SEASON2』に参加。同年6月13日に放送された最終回では、国民プロデューサーの投票（26万4,254票を獲得）によって最終順位5位となり、同番組から誕生した「INI（アイエヌアイ）」のメンバーに選ばれた。同年11月3日、INIとしてのデビューシングル「A」が発売された。
2022年、『コンビニ★ヒーローズ〜あなたのSOSいただきました!!〜』でドラマ初出演。
2023年、「月読くんの禁断お夜食」に出演。
2025年1月29日に東京・シアターGロッソで『LAPOSTA 2025 Supported by docomo』内の企画「LAPOSTA 2025 SHOW PRODUCED by MEMBERS」を開催。『CAFE』と題した公演を行った。
2025年8月4日に藤牧京介とのオリジナル楽曲「Unrequited Love」「プロポーズ」を配信。2人でコンセプトや楽曲イメージについても意見を出し合い、制作に携わった2曲となっている。配信当日には千葉と仙台で路上ライブを藤牧とともに実施した。その後も不定期で実施し、同月7日には神奈川と東京で実施。「So You Can Shine」やオリジナル楽曲のほか、INIの楽曲やカバー楽曲などを歌唱した。

## 人物
- ハスキーな声とえくぼがチャームポイント。

- INIでのメンバーカラーはオレンジ。｢キラキラアイドル担当｣だが、メンバー内で1番のいじられキャラである[19]。

- 趣味はアニメ鑑賞。特技はボーカル（バラード）とビートボックス[20][21][22]。

- 座右の銘は「精一杯」[21]。

- 憧れのアーティストは嵐。

- 『PRODUCE 101 JAPAN SEASON2』に参加した理由は「自分を変えるためと自分の夢のため」[23]。

- 『PRODUCE 101 JAPAN SEASON2』紹介時のキャッチコピーは ｢歌・ダンス・ビジュアルの3拍子｣ [24] ｢経験豊富なオールラウンダー｣[25]

## ディスコグラフィ

### オリジナル楽曲
- 幻想 - デビュー後初めて作詞作曲を手がけたオリジナル楽曲[26]。
- Don’t Worry[16]

### 参加楽曲
PRODUCE 101 JAPAN SEASON2
- Let Me Fly～その未来へ～
- Another Day - Freshers名義
- RUNWAY
- One Day

その他
- 「So You Can Shine」（2025年7月11日配信、DONGRAMYPROJECT） - 藤牧京介との楽曲。Amazon Original日本ドラマ『私の夫と結婚して』テーマソング。
- 「Unrequited Love」「プロポーズ」（2025年8月4日配信、LAPONEエンタテイメント） - 藤牧京介とのオリジナル楽曲。

### 作詞・作曲
- Jump up Joy「繋ぐ思い」（2020年1月） - 作詞作曲[7]
- 尾崎匠海「幻想」（未発売） - 作詞作曲[26]
- 尾崎匠海 & 藤牧京介（INI）「プロポーズ」（2025年8月4日配信） - 藤牧京介と共作詞[17]

## 出演

### テレビドラマ
- コンビニ★ヒーローズ〜あなたのSOSいただきました!!〜（2022年10月19日 - 12月21日、関西テレビ） - 紺野青太 役[30]
- 月読くんの禁断お夜食（2023年4月22日 - 6月17日、テレビ朝日） - 穂波司 役[31]
- アンメット ある脳外科医の日記（2024年4月15日 - 6月24日、関西テレビ・フジテレビ） - 風間灯織 役[32]
- ライオンの隠れ家（2024年10月11日 - 12月20日、TBS） - 天音悠真 役[33]

### 舞台
- 『熱海殺人事件』CROSS OVER 45（2018年2月17日 - 3月5日、東京・紀伊國屋ホール） - 大山金太郎 役[34][4]
- Music Theater 「Express」（2018年7月5日 - 6日、東京・目黒パーシモンホール大ホール）[35]
- 劇団TEAM-ODAC第30回本公演 『猫と犬と約束の燈2018-夏』（2018年7月7日 - 16日、東京・全労済ホール スペース・ゼロ）
- 劇団TEAM-ODAC第32回本公演『小さな結婚式～いつか、いい風は吹く～』 (2019年5月5日 - 6日、大阪ビジネスパーク円形ホール）[36]
- Monkey Works Vol.03 『デビルマン　不動を待ちながら』（2019年11月20日 - 24日、東京・サンモールスタジオ）[37]
- 戦国学園〜令和決戦！天下取り〜（2020年3月13日 - 18日、東京・浅草花劇場） - 小早川壇呉 役[38][39]

### 配信番組
- 私の年下王子さま Winter Lovers シーズン2（AbemaTV、2019年）
- PRODUCE 101 JAPAN SEASON2（GYAO!・TBS、2021年）

### CM
- 進研ゼミ（2019年）[7]
- グリコ「セブンティーンアイス」（2019年）WEB動画[40]
- 日比谷花壇「Mothers Day 2019」（2019年）WEB動画[41]

### イベント
- 春の藤原まつり 源義経公東下り行列（2025年5月3日、平泉町） - 源義経 役[42]

### フェス
- HAPPINESS JAM 2025（2025年9月6日〈予定〉、長崎スタジアムシティ ハピネスアリーナ） - 藤牧京介と出演[43]
- イナズマロックフェス 2025（2025年9月20日〈予定〉、烏丸半島芝生広場） - 藤牧京介と出演[44]